# 2084 Okayama
2084 Okayama (1935 CK) là một tiểu hành tinh vành đai chính được phát hiện ngày 7 tháng 2 năm 1935 bởi S. Arend ở Uccle.